# Van Bronckhorst

Van Bronckhorst (vanaf 1315 ook van Batenburg) is de naam van een oud riddermatig geslacht van baanderheren, dat uit de omgeving van het Gelderse Wijchen stamde en het bestuur had over Bronkhorst en Olburgen.

## Geschiedenis

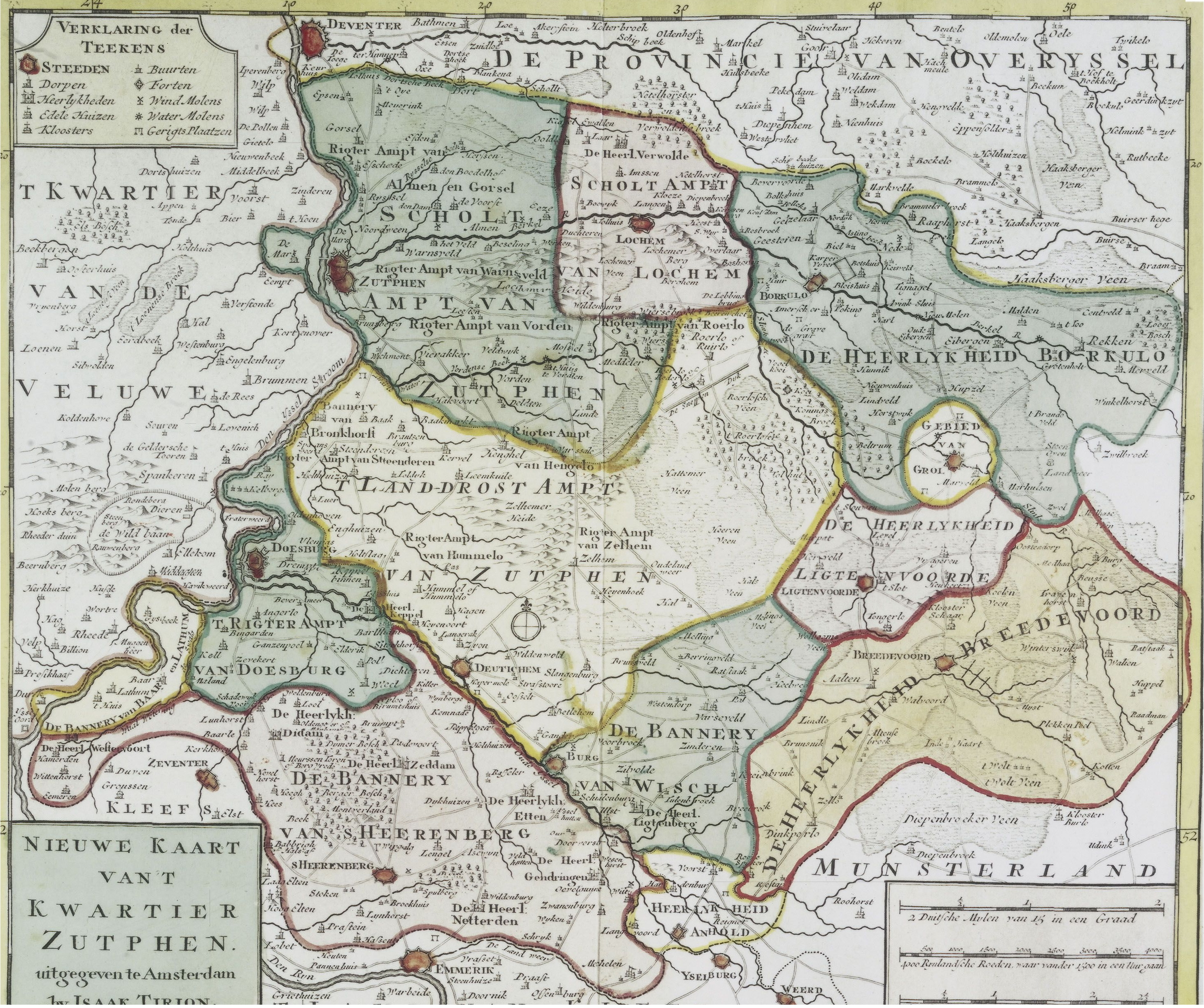
Graafschap Zutphen (1757)

De heren van Bronckhorst hebben vanaf de late middeleeuwen altijd een bijzondere positie bekleed, als een van de vier baanderheren en als eerste lid van de Staten van het kwartier Zutphen. Hun aanzien nam toe toen omstreeks 1530 Joost van Bronckhorst-Borculo door keizer Karel V tot graaf werd verheven. Vanwege deze verheffing werd de bannerij van Bronckhorst vaak 'graafschap' genoemd, maar aangenomen wordt dat de grafelijke stand uitsluitend betrekking had op het geslacht Bronckhorst, niet op hun gebied. Hun gebied was wel een allodiaal goed, dat niet aan het rijk en gewest leenplichtig was. 
Ten tijde van de Tachtigjarige Oorlog verkiezen de Bronckhorsten de kant van Willem van Oranje.
Maximiliaen van Bronckhorst is de laatste heer van Batenburg die beweert alleen ondergeschikt te zijn aan de keizer en geen leen van Gelderland. Na zijn dood komt Batenburg via zijn dochter in handen van het huis van Horn.
Hun grondbezit, dat geregeld uitgebreid werd, leidde daartoe dat hun invloed in het gewest steeds meer toenam. Onder de voornaamste bezittingen hoorden: Batenburg, het aan Gelderland grenzende Anholt en Borculo. Te Borculo verbleven de leden van het geslacht Van Bronckhorst en de latere heren, de Van Limburg Stirums veel waardoor een zeer groot gedeelte van het familie-archief op het kasteel Borculo is bewaard gebleven. Onbekend is of de Bronckhorsten vernoemd zijn naar het kasteel Bronckhorst of andersom. Eerste naamdrager Adam van Bronckhorst wordt in een akte vermeld die tussen 1127 en 1131 werd opgemaakt. Gedurende de 14e eeuw, waren zijn nazaten betrokken in langdurige twisten tussen Heeckerens en Bronckhorsten in het hertogdom Gelre. Kasteel Bronckhorst was toen in bezit van de familie. Het nageslacht van Adam heeft de heerlijkheid Bronckhorst tot 1553 bezeten. In dat jaar stierf Joost van Bronckhorst kinderloos. De heerlijkheid ging over naar Ermgard van Wisch. Zij hertrouwde met graaf Georg van Limburg Stirum. Tot 1721 bleef Bronkhorst in het bezit van de Van Limburg Stirums, die het toen verkochten aan J. P. van Raesfelt. Hij verkocht de heerlijkheid in 1754 aan J. R. van Glasenapp. Hij verkocht weer aan baron Z. D. W. van Tengnagell in 1760, graaf F. A. van Limburg Stirum (1793), C. J. Wolterbeek (1805) en H. L. Ketjen (1824). Op 19 Maart 1830 ruilde Ketjen de heerlijkheid met D. de Haas, wiens erfgenamen Bronkhorst op 8 Augustus 1846 verkochten aan den heer A. Th. L. Metelerkamp. Deze schonk op 12 Februari 1879 de heerlijkheid aan zijn zoon A. J. P. Metelerkamp.

## Bezittingen

### Kasteel Bronkhorst (1127- )

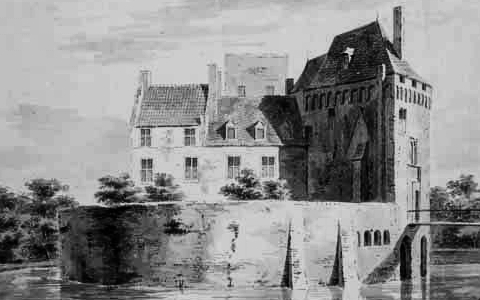
Kasteel Bronkhorst (1731)

Het kasteel Bronkhorst was het stamslot van de heren van Bronckhorst in de gemeente Bronckhorst, westelijk gelegen van het centrum van Bronkhorst, in de Nederlandse provincie Gelderland. Het kasteel was gelegen aan een strategische plek aan de IJssel ten zuiden van Zutphen. Van het kasteel resten alleen de opgeworpen slotheuvel bij het stadje Bronkhorst. De lege slotheuvel werd in 1962 door de erven Metelerkamp overgedragen aan de Staat der Nederlanden en wordt sindsdien beheerd door Staatsbosbeheer.

### Bronkhorster Molen

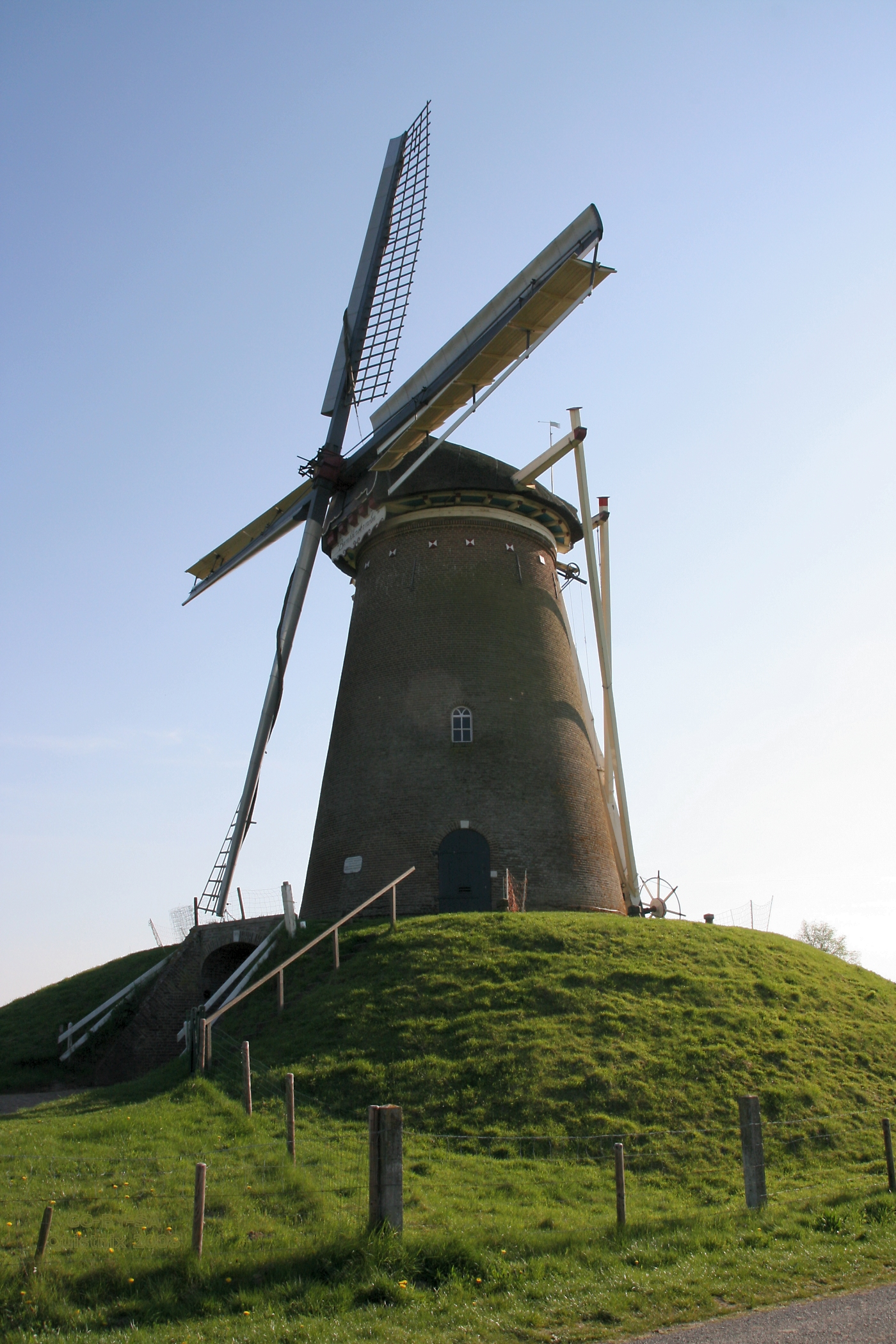
Molen van Bronckhorst

De huidige Bronkhorstermolen is een in 1844 gebouwde korenmolen. Deze beltmolen ligt aan de Spaensweertweg, even buiten Steenderen. Tot 1844 stond op deze plaats een standerdmolen die in de nacht van 17 op 18 mei dat jaar afbrandde. De heren van Bronckhorst hadden tot 1795 het recht op gebruik van de wind. De inwoners van Bronkhorst waren verplicht hun koren in hun dwangmolen te laten malen.

### Kasteel Batenburg (1315-1408)

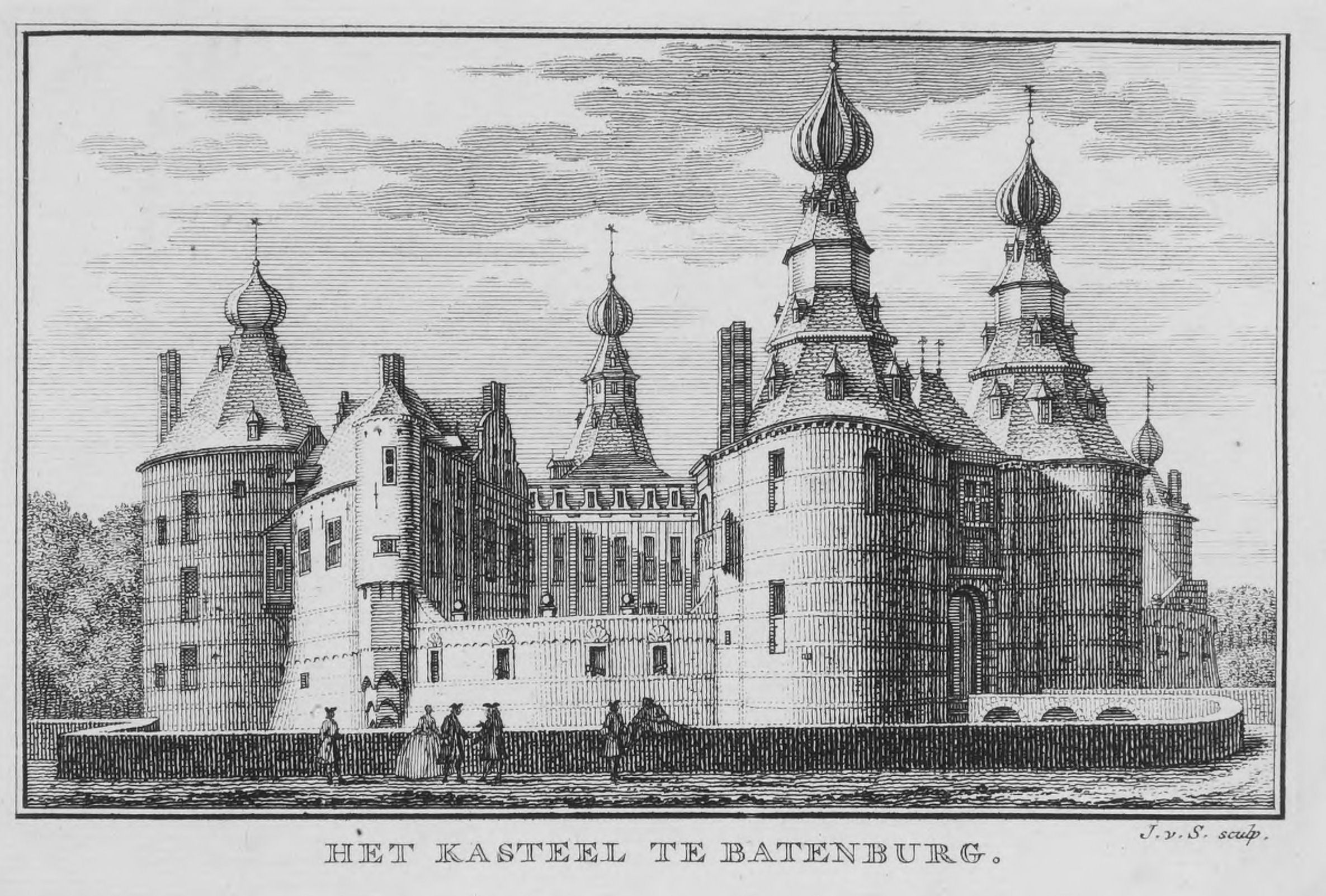
Kasteel Batenburg

Willem I van Bronckhorst trouwde in 1315 met Johanna van Batenburg. Door hun huwelijk viel de heerlijkheid Batenburg in handen van de van Bronckhorsten. Het kasteel Batenburg bleef tot 1641 in bezit van de familie Van Bronckhorst, daarna ging het over naar de graaf van Hoorne.. Het Kasteel Batenburg behoorde tot de belangrijkste en oudste kastelen van Gelderland.

### Molen van Batenburg

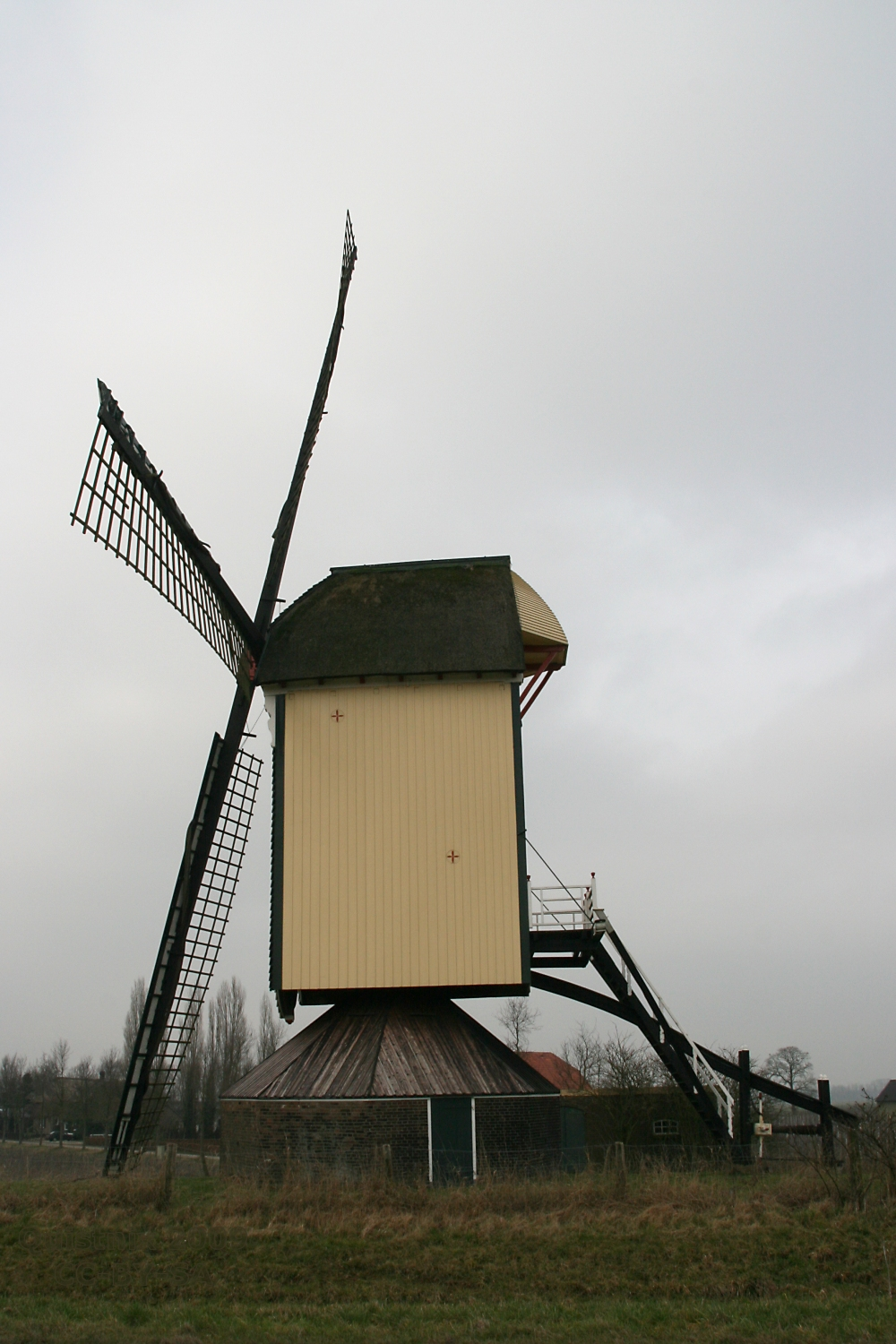
Molen van Batenburg

De huidige molen van Batenburg stamt uit het begin van de 18e eeuw. De heer van Batenburg had het windrecht, hij kon een vergoeding eisen voor het gebruik van de wind door de windmolens. Het windrecht behoorde in vroeger tijden tot de voorrechten, de rechten die veelal in handen waren van de landheer. Alleen hij was gerechtigd een molen te laten bouwen en zo het recht van de wind te gebruiken. Ook bezaten zij het banrecht. De ingezetenen waren verplicht gebruik te maken van de banmolen. De molen van Batenburg behoorde tot de heerlijkheid Batenburg. Molenaars konden tegen betaling van een jaarlijks bedrag, het zogenaamde windgeld, dit recht pachten. Veelal werd de molen dan ook doorverpacht en verkreeg de molenaar een windbrief. Batenburg bezit twee kerken, de Oude St.Victor uit de 11de eeuw en de Nieuwe St.Victor op de Molendijk uit 1873, die gewijd zijn aan Sint Victor, de schutspatroon van de korenmolenaars.

### Landgoed het Holtslag ( -1401)
Een voormalig landgoed het Holtslag in de gemeente Bronckhorst. Het enige dat er nog aan herinnert is het straatnaambordje Holtslagweg in de buurt van Toldijk. "Het Holtslag" wordt op 23 augustus 1401 vermeld als landgoed van de heren Bronkhorst, de graven van Limburg Stirum. Het kasteel Holtslag is gebouwd voor familie of een kind van de Heeren van Bronkhorst. Door Deryckz van Steinre is het tussen 1401 en 1442 verkocht aan Deryck Heyinck. Deze laatste was mogelijk de eerste bewoner van het kasteel.

### Huis te Eerbeek

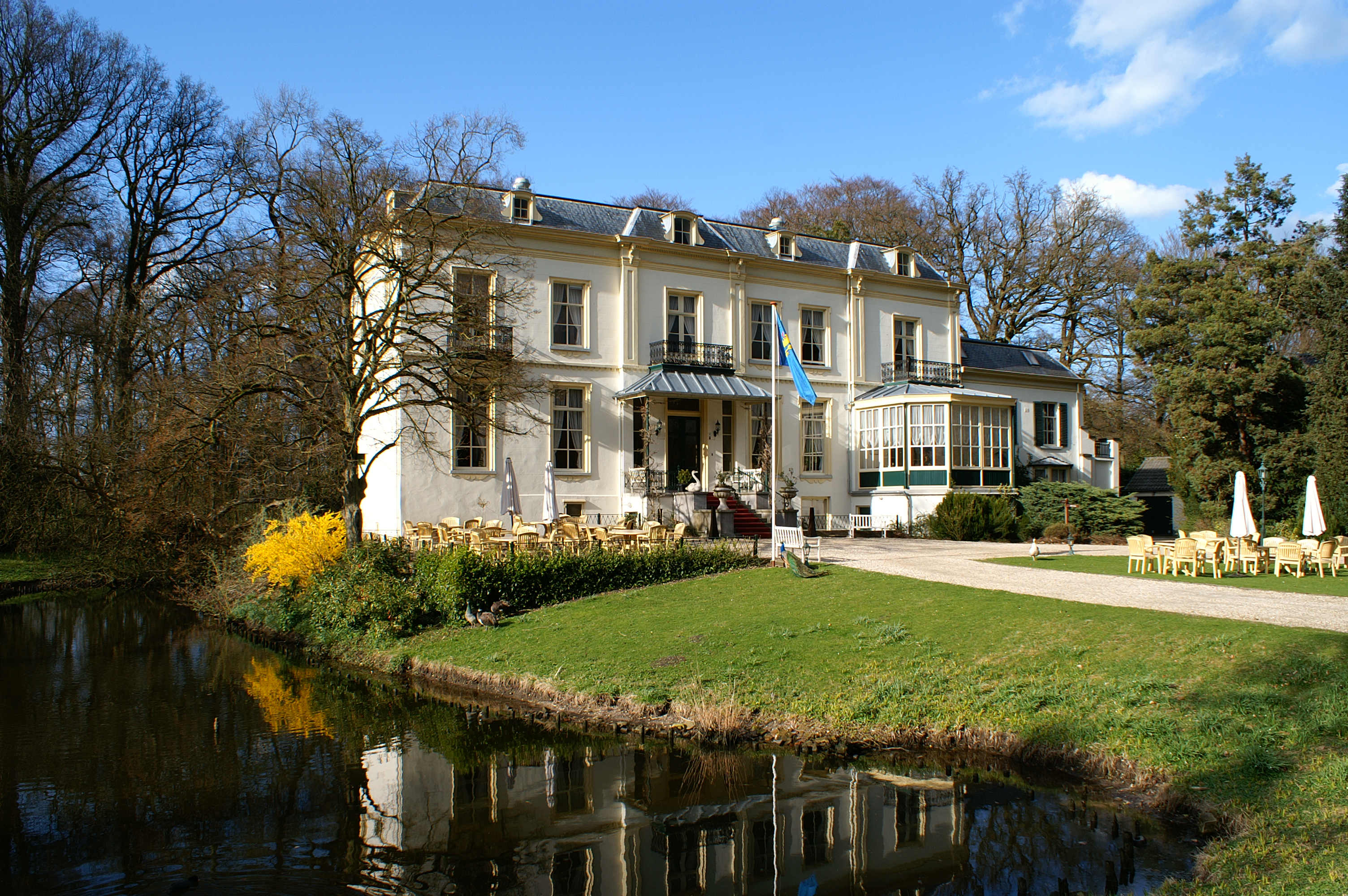
Huis te Eerbeek

Het Huis te Eerbeek, dat gebruikt werd als jachtslot was al voor 1417 in het bezit van de familie. In dat jaar werd het bij de verdeling van de nalatenschap van Gijsbert VI van Bronckhorst-Borculo toebedeeld aan zijn oudste zoon Willem V van Bronckhorst-Borculo die in 1429 kinderloos stierf waardoor het huis kwam aan zijn broer Otto van Bronckhorst en Borculo die getrouwd was met Elisabeth van Nassau-Beilstein een dochter van Johan I van Nassau-Beilstein. Na het overlijden erfde diens oudste zoon Gijsbrecht VII van Bronckhorst en Borculo het huis te Eerbeek. Na het overlijden van Gijsbrecht VII van Bronckhorst en Borculo kwam de heerlijkheid Borculo en het huis te Eerbeek aan zijn jongste broer Frederik van Bronckhorst heer van Bronckhorst, Borculo en Steenderen. Diens enige zoon Joost van Bronckhorst en Borculo stierf kinderloos waardoor in 1553 het Kasteel Bronkhorst, het Huis te Eerbeek en de heerlijkheid Borculo via zijn nicht Ermgard van Wisch door haar huwelijk met Georg van Limburg Stirum in handen kwam aan het huis Limburg Stirum. Deze familie had het landgoed 12 generaties in haar bezit. Ook zij gebruikten het als jachtslot. Van 1895 tot 1937 waren huis en landgoed eigendom van de biologen, Max Wilhelm Carl Weber en zijn echtgenote Anna Weber-van Bosse. De laatste legateerde het bezit bij haar dood in 1942 aan de stichting Het Geldersch Landschap & Kasteelen.

### Kasteel Notenstein / Oosterhout

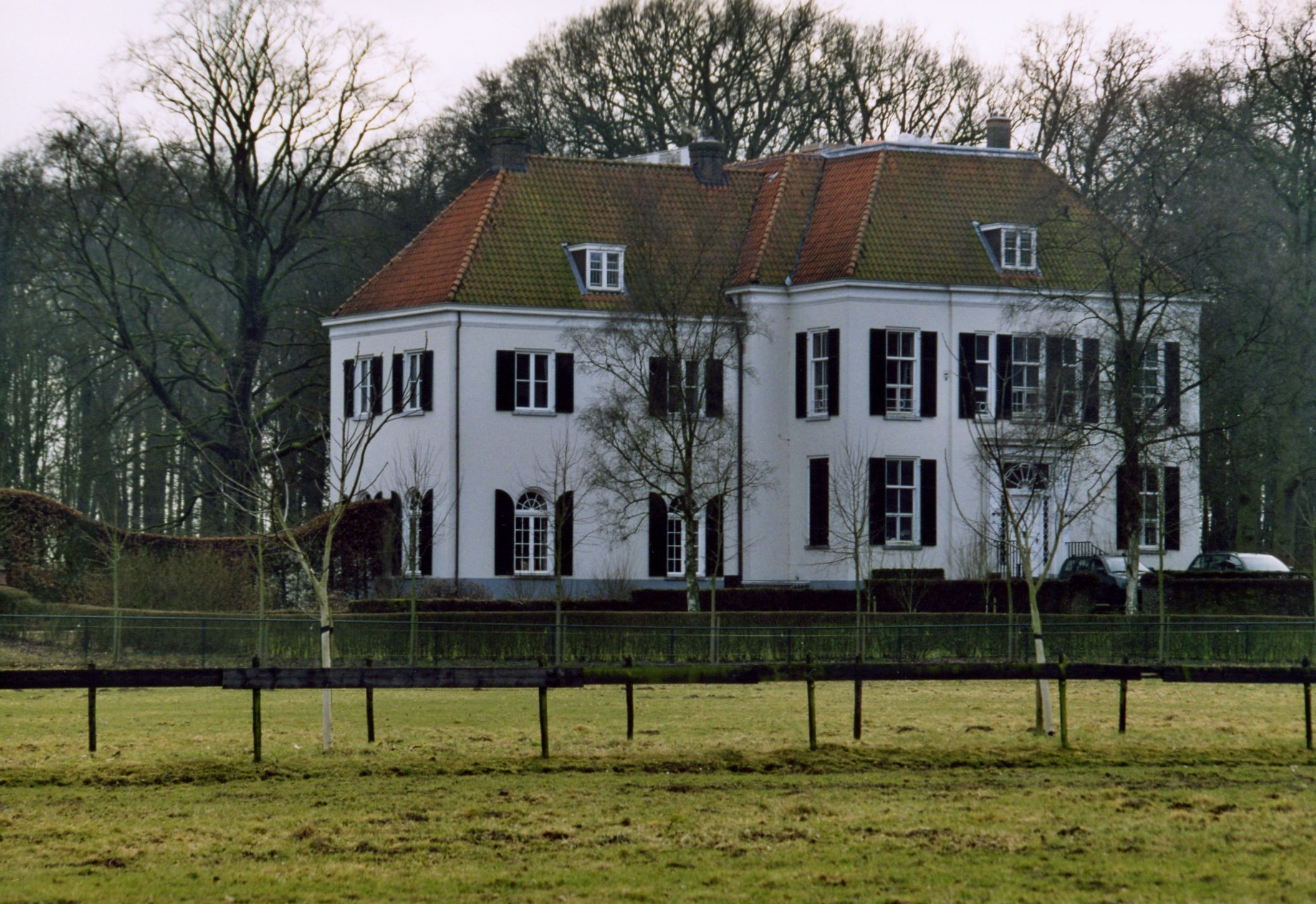
Huis Oosterhout

Het kasteel Notensteyn werd in de 14e eeuw door de heren van Bronckhorst gebouwd. In 1585 ging het omgrachte kasteel in vlammen op en werd herbouwd. In 1627 werd het kasteel vernoemd naar het nabijgelegen dorp Oosterhout. In 1809 brak de Waaldijk door en werd het kasteel door de kracht van het water verwoest. Bij deze overstromingen ontstonden overigens drie nog bestaande kolken, die in de uiterwaarden liggen. De grootste daarvan, het Groote Wiel, werd in de vorige eeuw tot Waaiensteinkolk omgedoopt. Deze naam houdt de herinnering levend aan het Huis Waaienstein, dat bij diezelfde overstroming in 1809 geheel wegspoelde.
Huis Oosterhout werd herbouwd, maar in 1820 andermaal verwoest na een dijkdoorbraak. Pas dertig jaar later werd het, nu iets verder van de rivier af, herbouwd als neoclassicistisch landhuis met een boerderij. Vanaf 1870 is het Huis Oosterhout in het bezit van de familie van Boetzelaer. Het landhuis werd door deze familie in 1896, 1912 en 1932 vergroot. Het landgoed telde 159 hectare. Door de bouw van de Nijmeegse woonwijk Oosterhout is daar een flink stuk vanaf gegaan.

### Kasteel Hackfort (1324-1702)

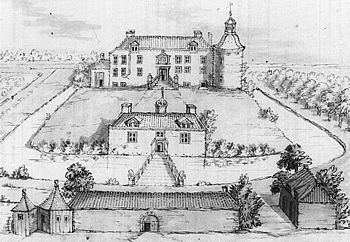
Kasteel Hackfort (1718)

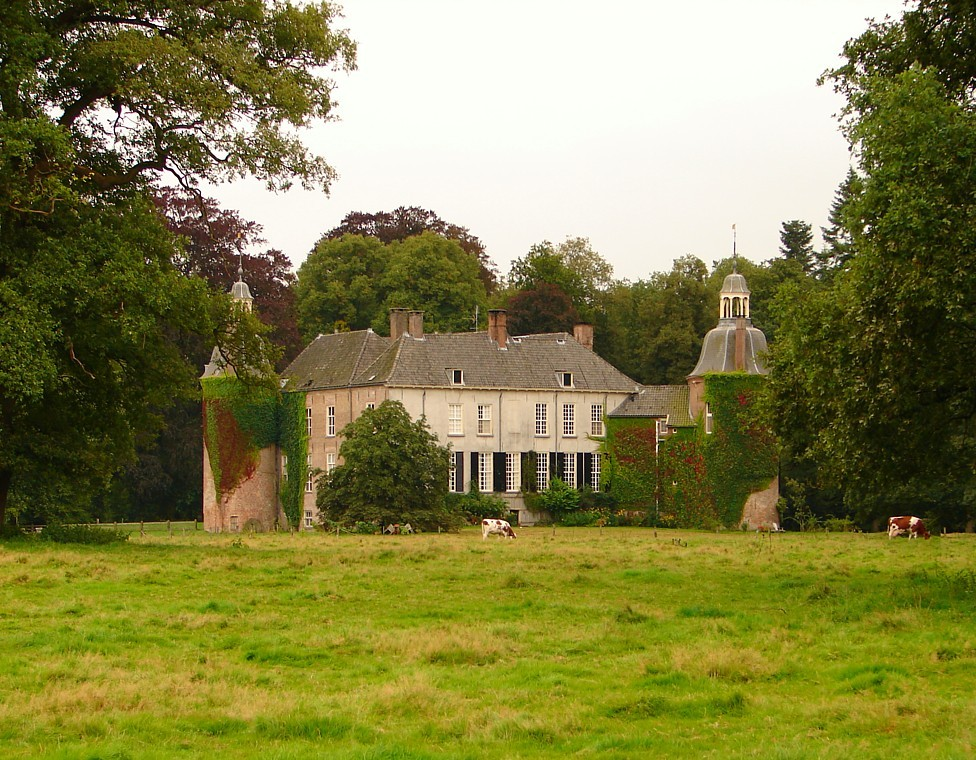
Kasteel Hackfort (ca. 2010)

Al voor 1324 verwerven de Bronckhorsten het goet to Hacvorte. In 1392 staat in het leenregister van de heren van Bronckhorst een huis tot "Hacforden" met voorburcht en grachten vermeld.
In 1324 koopt Jacob I van der Weelle (of Weele), de stamvader van het geslacht Hackfort, het goed Hackfort van Willem I van Bronckhorst-Batenburg. Door de koop krijgt Jacob het goed Hackfort echter niet in vrij bezit, het goed blijft een Bronckhorster leen. Over de herkomst van Jacob I is weinig bekend. Vermoed wordt dat hij een zoon of broer is van Henricus van der Welle, die in 1319 't Goed De Welle in de Bakerwaard (kerspel Steenderen) bestiert. De familie Van Der Welle is mogelijk een (bastaard-)tak van het geslacht Baak. In ieder geval voert het geslacht Hackfort hetzelfde wapen als Baak; in zilver een blauwe balk.
Merkwaardigerwijs is over Jacob I's vrouw Lutgard meer bekend. Zij is een dochter van Rudolf IV van Sinderen en Catharina van Bronckhorst. Haar grootvaders zijn Dirk van Sinderen en Willem III van Bronckhorst, zodat het goed Hackfort bestemt blijkt te zijn voor Willem III's kleindochter. Alles blijft dus binnen de familie.
Jacob I en Lutgard krijgen vier zonen: Gerrit (I), Hendrik, Dirk en Evert. Gerrit I noemt zich naar het goed Baak en Hendrik naar Hackfort. Na de dood van Jacob I in 1367 treedt Gerrit I in zijn vaders voetsporen.
In 1367 geeft Willem IV van Bronckhorst tienden over de boerderij Tiodinck in leen aan Gerrit I van Hackfort. In 1392 beleend hij diens zoon Jacob II van Hackfort met geheel Hackfort. Dit goed zal tot de verkoop in 1702 bij de bannerij Bronckhorst horen.
Gijsbert van Bronckhorst, de heer van Bronkhorst, die door zijn huwelijk heer van Borculo en Lichtenvoorde werd in 1385, droeg de leengerechtigheid van 't Goet to Hackvorte in het geheim op aan de bisschop van Munster, terwijl het sinds onheugelijke tijd aan de hertog van Gelder toebehoorde.

### Rekem (1134 - 1335)
De heren van Bronckhorst verbleven vaak in Rekheim, het toenmalige Rekem. Het oudste wapen van Rekem bevat ook een leeuw, evenals die van Bronckhorst in gewijzigde kleuren.. Van 1134-1335 verbleven zij er in het Kasteel d'Aspremont-Lynden.

### Heerlijkheid Borculo (1360-1579)

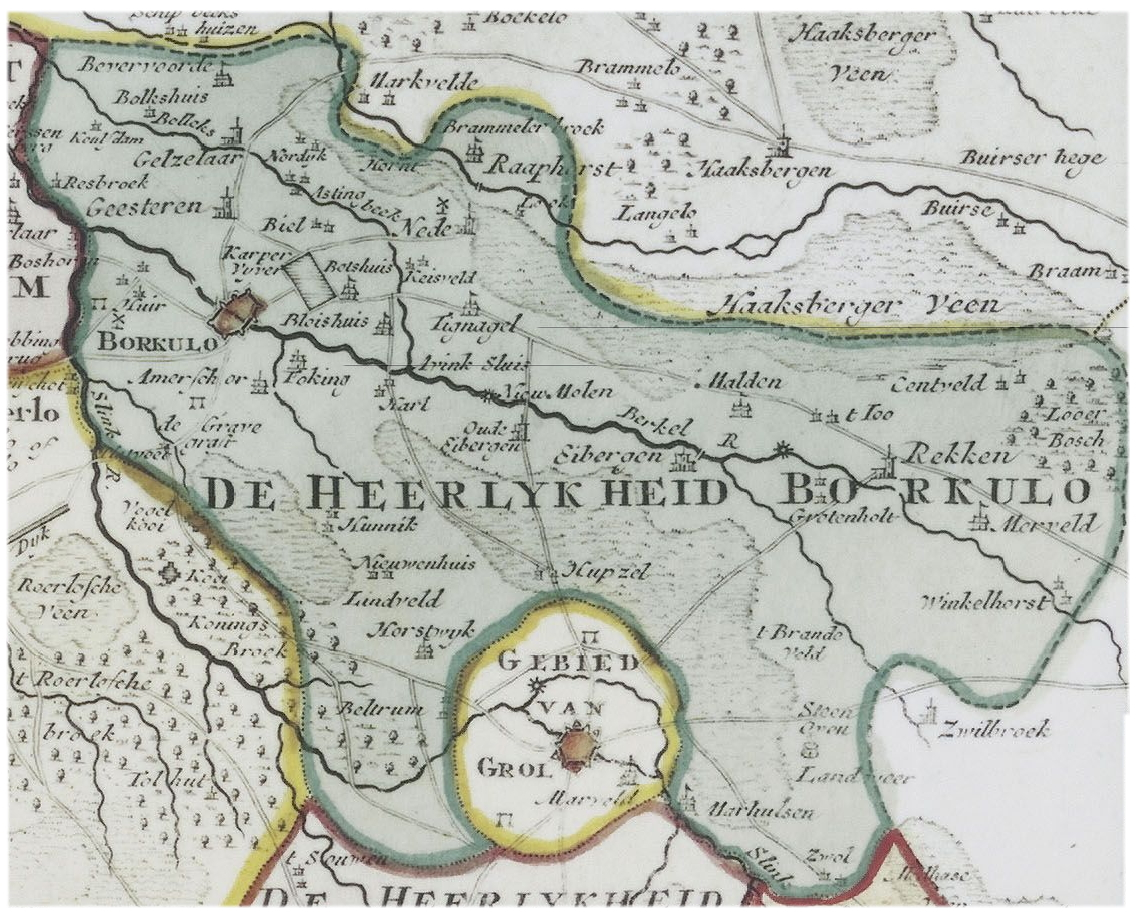
Heerlijkheid Borculo (1741)

De heerlijkheid Borculo was van 1360 tot 1553/1579 in het bezit van de Van Bronckhorsts.
Door het huwelijk van Gijsbert van Bronckhorst (overleden 1402) in 1360 met Henrica van Dodinckweerde, vrouwe van Borculo kwam de heerlijkheid in zijn bezit.
In 1553 overlijdt de laatste graaf van Bronckhorst, Joost van Bronckhorst en Borculo (1505-1553). In 1579 overlijdt de gravin-weduwe en vruchtgebruikster Maria van Bronckhorst-van Hoya.
Tot aan het einde van het vorstbisdom in 1802 voerde de bisschop van Münster de titel van her te Borculo, ook al was de heerlijkheid Borculo tijdens de Tachtigjarige Oorlog aan de macht van de bisschop onttrokken. Vorst-bisschop Christoph Bernhard von Galen probeerde in zijn ambtsperiode van 1650 tot zijn dood in 1678 tweemaal tevergeefs het gebied voor het bisdom te herwinnen. Pas in 1821 werden de dioceesgrenzen gelijkgesteld aan de politieke grenzen, waarna de gehele Achterhoek onder het bisdom Utrecht kwam te vallen.

### Kasteel Lichtenvoorde (1397-1615)

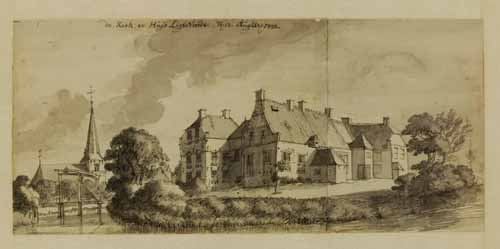
Huis Lichtenvoorde (1734)

Reeds in 1277 liet Gieselbert van Bronckhorst, heer van Borculo, de Burcht Lichtenvoorde bouwen bij de "voorde" (doorwaadbare plaats) in het centrale bekengebied.
Na het overlijden van zijn vrouw wist Gijsbert van Bronckhorst rond 1397 de heerlijkeid Borculo te verwerven (en daarmee de havezathe Harreveld en Zieuwent) en werd daardoor de 1ste heer van de Borculo uit het geslacht van Bronckhorst. Lichtenvoorde, een kerspeldorp maakte deel uit van de heerlijkheid Borculo, het omvatte de plaats Lichtenvoorde en de buurschappen Vragender en Lichtenvoorder Bosch, Lievelde en Zieuwent.
De leenheerschappij van de heerlijkheid werd in 1406 door Gisbert II aan het prinsbisdom Münster overgedragen. Toen het geslacht Bronkhorst in mannelijke lijn uitstierf, kwam de heerlijkheid door een uitspraak van het Hof in Arnhem in 1615 weer toe aan het hertogdom Gelre en de graafschap Zutphen.

### Heerlijkheid Anholt (1402-1641)

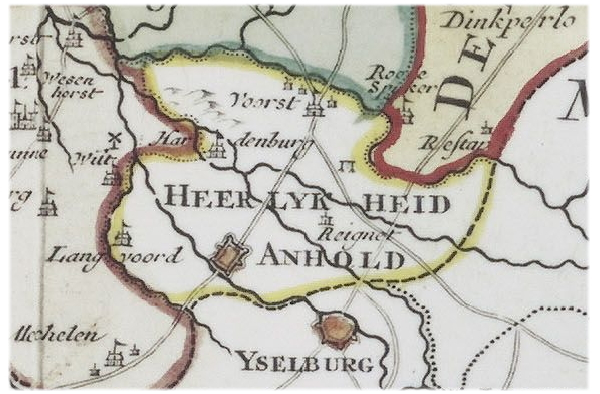
Heerlijkheid Anholt

De heerlijkheid Anholt viel in 1402 door een erfenis in handen van Gijsbert I van Bronckhorst-Batenburg (Anholt). Zijn zoon Dirk volgde hem op in 1432. Gedurende de Gelderse Oorlogen schaarde Jacob I van Bronckhorst-Batenburg-Anholt zich onder keizer Maximiliaan I tegen Karel van Gelre. Gelre veroverde in 1512 de heerlijkheid en lijfde het gebied in. Als leenman onder Gelre kwamen in 1537 de Bronckhorsten weer in het bezit de heerlijkheid. In 1641 ging de heerlijkheid door het huwelijk tussen Maria Anna van Bronckhorst met vorst Leopold Philips Karel van Salm over aan de vorst van Salm.

### Kasteel ‘t Hof te Borculo (1405- )

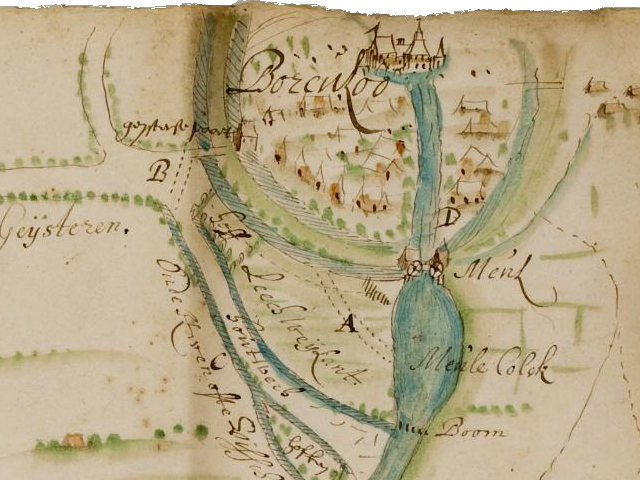
Stad en kasteel, machtscentrum van de heerlijkheid op een kaartje uit 1642 van Nicolaes van Geelkercken.

Het Kasteel Borculo was sinds 1405 in bezit. Het stond iets ten oosten van het oude stadje Borculo. Volgens een door Nicolaes van Geelkercken getekende kaart uit 1642 was het kasteel geheel door een gracht omgeven, had het drie torens op de hoeken en twee kleinere aan weerszijden van de ingang. Ook uit 18e-eeuwse afbeeldingen, die een kasteel laten zien met een vijfhoekige plattegrond met vier kleine torens en een zware toren, blijkt dat het een imposant geheel moet zijn geweest. Rond het hof lag een omvangrijk park met watergangen, vijvers, lanen, wegen, een oranjerie, bossen etc. Het merendeel van deze parkaanleg is verdwenen, plaatselijk resteren echter nog delen. Als Jan de Beijer in 1743 het kasteel tekent, zijn grote delen gesloopt of bouwvallig. Omstreeks 1763 zijn de restanten van het kasteel gesloopt en is het kasteel vervangen door een eenvoudiger huis.

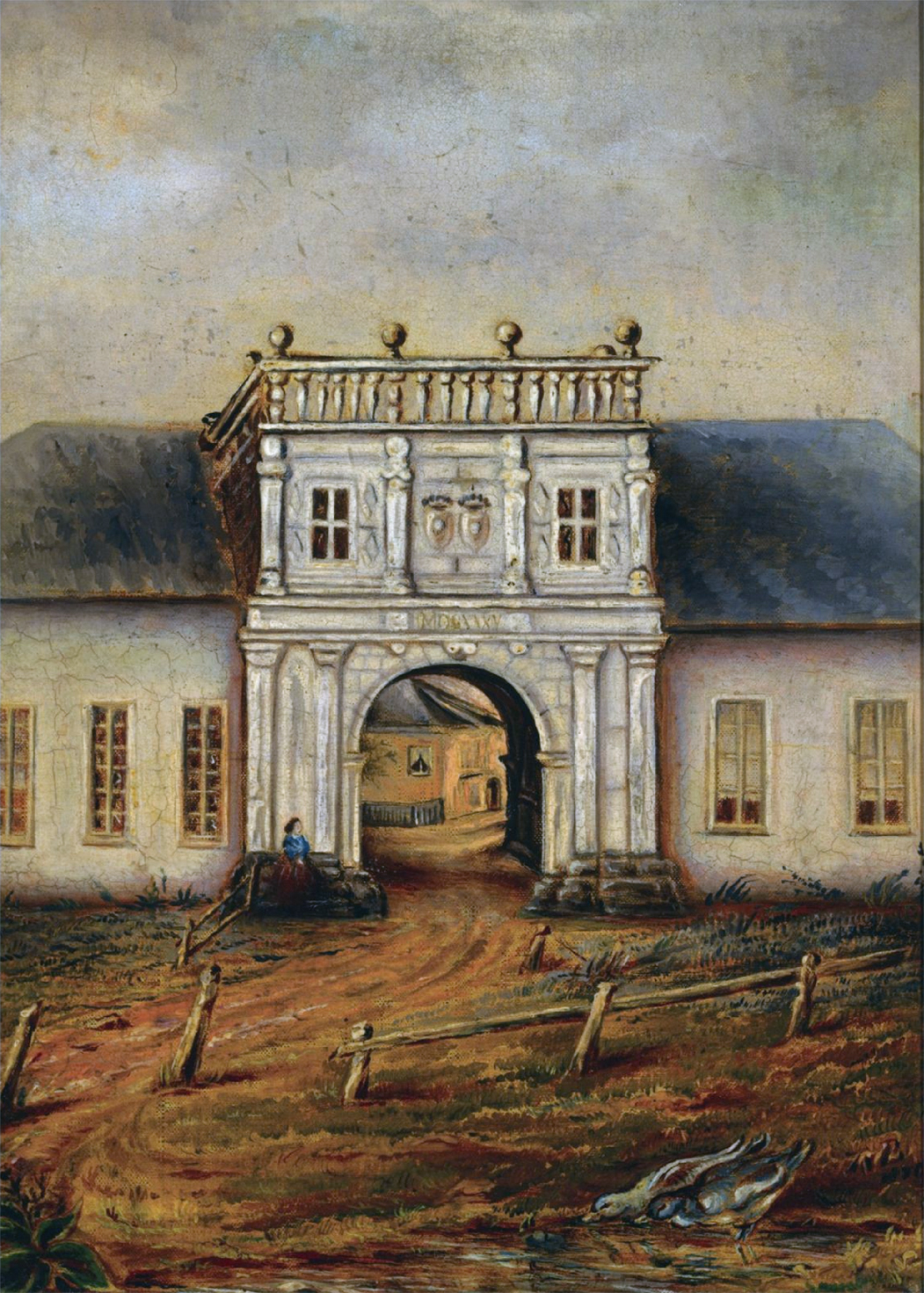
thans de stoeterij van Borculo

In 1777 vestigde prins Willem V in het restant van het Hof te Borculo een paardenfokkerij, die na de Franse tijd de `Rijksstoeterij Borculo`werd. In 1869 werd het kasteel voor afbraak aangeboden en daarna gesloopt, op de kelders na, zoals de verkoper had bedongen.
Op die kelder liet Carel Ferdinand Schaars in 1887 de huidige villa bouwen, waar naast in 1921 een cichoreifabriek gebouwd werd, die overigens alweer verdwenen is. De funderingen van het kasteel zitten nog in de grond, maar verder is er niet veel van overgebleven. Een poortje werd in een schoolgebouw aan de Hofstraat ingemetseld.

### Bleiswijk (1558-1582)
Door aankoop van Joost van Bronckhorst in 1558 kwam de heerlijkheid Bleiswijk in het bezit van het geslacht van Bronckhorst tot zijn zoon Laurens van Bronckhorst het in 1582 aan Rotterdam verkocht.

### Kasteel van Gronsveld (1430-1719)

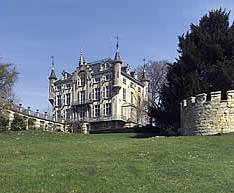
Kasteel van Gronsveld (ca. 2008)

In oorsprong zou op de plek van het huidige kasteel een 13e-eeuws mottekasteel hebben gelegen dat de voorloper was van het rond 1300 gebouwde rechthoekige burcht met ronde hoektorens. Deze burcht was eigendom van de machtige heren van Gronsveld en vormde de zetel van hun heerlijkheid. Toen Jan II van Gronsveld in 1386 in Aken werd vermoord erfde zijn broer Henric, Heer van Rimburg, zijn gehele bezit. Door het ontbreken van een mannelijke nazaat kwam de heerlijkheid Gronsveld in bezit van de familie van Bronckhorst toen Diederik van Bronckhorst, heer van Batenburg en Anholt, huwde met de kleindochter van Henric. Deze familie van Bronckhorst had goede relaties met keizer Maximiliaan I en diens zoon keizer Karel V. Op voorspraak van de keizer werd de vrije heerlijkheid verheven tot baronie waardoor Diederik en zijn nazaten de titel baron mochten dragen. Joost van Bronckhorst (geboren 1545 - Wachtendonk in 1588) mocht zich de 1e graaf van Gronsveld noemen. Hij werd door de keizer in 1588 verheven tot rijksgraaf, waardoor Joost zitting kreeg in de Duitse Rijksdag en zich vorst van het Duitse Rijk mocht noemen.
Door deze ontwikkelingen verbleven de Bronckhorsten vrijwel uitsluitend in Duitsland en trokken ze zich meer en meer terug uit Gronsveld. Uiteindelijk kwam het kasteel leeg te staan en werd het een toevluchtsoord voor zwervers en rovers. Een der roversbendes werd gevormd door een stel Hessische ruiters uit de Noordelijke Nederlanden. Toen deze bendes steeds vaker plundertochten gingen houden in de gebieden tussen Luik, Maastricht en Aken, werd er in 1594 door de prins-bisschop van Luik een leger op af gestuurd. Toen de burcht tijdens de strafexpeditie onder zwaar kanonvuur kwam te liggen betekende dit het einde van de eens zo prachtige burcht.
Ondanks dat de heren van Bronckhorst er niet meer woonden, besloten ze toch het kasteel gedeeltelijk te herstellen. Het oostelijke deel werd hiervoor opnieuw in de oorspronkelijke staat opnieuw opgericht. Dit kasteel bleef eigendom van de familie van Bronckhorst tot 1719 toen het graafschap door overerving in bezit kwam van het Duitse geslacht van Törring-Jettenbach. In 1801 werd het echter door de Fransen geconfisqueerd en vervolgens verkocht aan een makelaar uit Wezet. In 1825 werd het eigendom van een Maastrichtse aannemer die het grotendeels sloopte en de vrijgekomen materialen elders hergebruikte. De restanten werden door de Maastrichtenaar A. Gadiot die op de plek zijn landhuis liet bouwen. De Gadiots bleven eigenaar tot 1988 toen het kasteel in eigendom overging naar de Amsterdamse farmaceut H. Freie, momenteel nog steeds de bewoner van het kasteel.

### Torenmolen van Gronsveld (1623-1719)
De torenmolen van Gronsveld is gebouwd van 1618 tot 1623 in opdracht van Jodokus Maximiliaan van Bronkhorst, graaf van Gronsveld. Ook deze molen was een banmolen waar de onderdanen van de graaf verplicht hun graan moesten laten malen. De molen onderging in 1766 een ingrijpende verbouwing waarbij de romp werd verhoogd en een molenbelt werd opgeworpen. Bij het oprukken van geallieerde troepen in 1944 heeft de molen zwaar te lijden gehad, waarna zij in 1959 opnieuw maalvaardig werd gemaakt met een maalwerk afkomstig uit de gesloopte molen in Maarheze. In de keermuur van de molenbelt bevindt zich een gevelsteen die de bouw van de molen in de 17-de eeuw memoreert.

### Kasteel Oost (1430-1639)

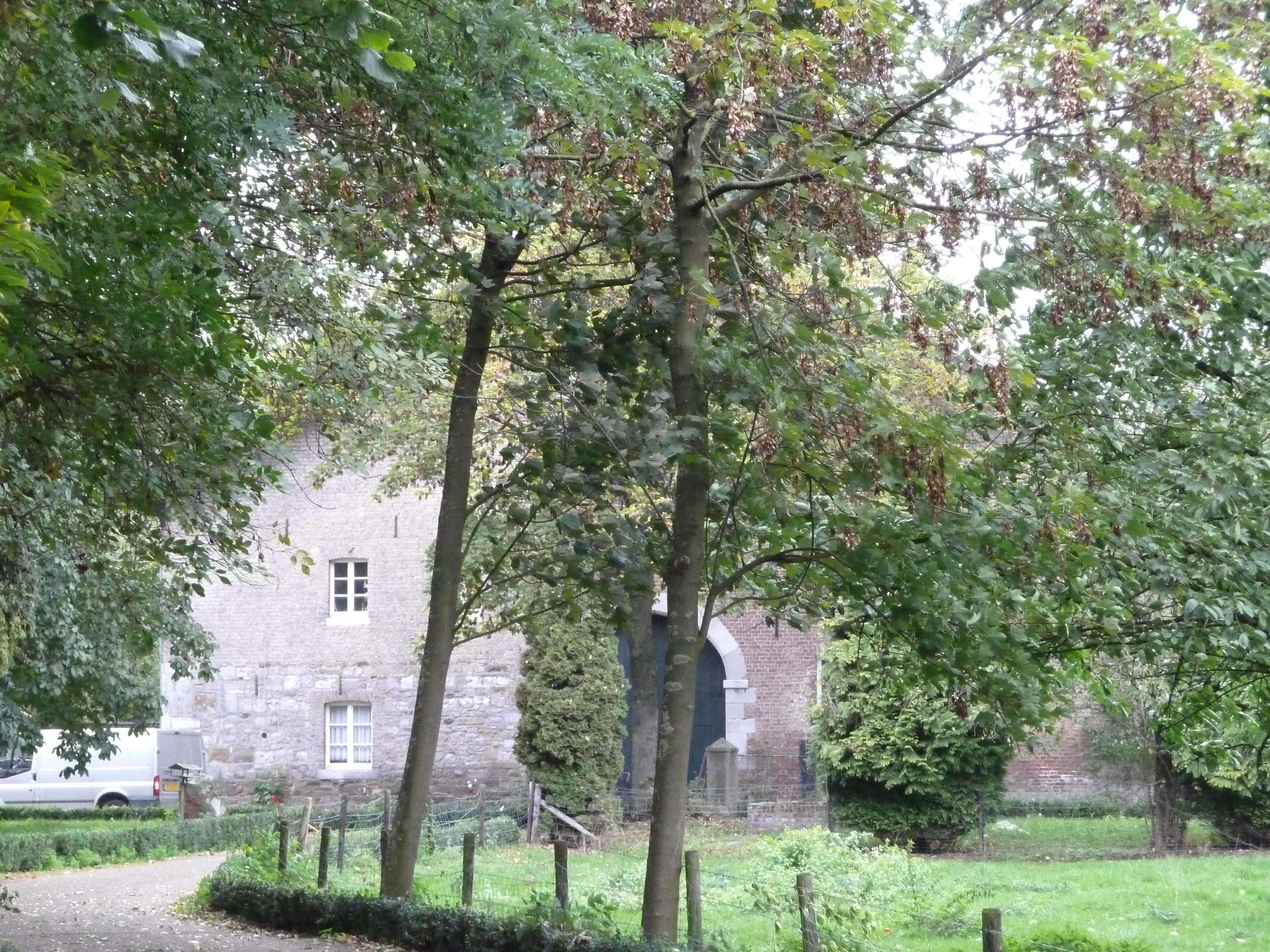
kasteel Oost

De geschiedenis van kasteel Oost is nauw verbonden met het omliggende gebied dat in de vroege middeleeuwen Augskirche werd genoemd. Het was toen een leen van het graafschap Daelhem en viel onder de schepenbank van s’-Gravenvoeren.
In 1357 gaf Daelhem Oost in leen aan de hertog van Brabant en had het heerlijke rechten onder het geslacht Oys.
In 1373 gaan de rechten over naar de heren van Gronsveld. Door het huwelijk van Dirk van Bronckhorst-Batenburg met Catharina van Gronsveld, de oudste dochter van Hendrik III van Gronsveld van Oupeye en Aleijda d' Oupeye Juppleu, kwam het kasteel in het bezit van de Bronckhorsten. In 1639 komt het kasteel via een familie Van Berghe-Trips in bezit van de familie Van Hoensbroeck en wordt Oost een heerlijkheid.

### Kasteel van Rimburg (1474-1640)
Het kasteel Rimburg kwam in 1474 door zijn huwelijk met Catharina van Gronsveld in het bezit van Dirk I van Bronkhorst-Batenburg, Heer van Anholt. Het kasteel ligt net ten oosten van het dorp Rimburg inmiddels op Duits grondgebied op de plek waar de Via Belgica het riviertje de Worm kruist en stamt uit de 12-de eeuw.
In 1640 verkoopt Jodocus Maximiliaan van Bronkhorst het kasteel en de heerlijkheid aan Arnold van Boemer.

### Kapel Lichtenvoorde (1496- )
In 1496 werd bij het Huis Lichtenvoorde een kapel gesticht, waarbij zich het stedeke Lichtenvoorde ontwikkelt. Frederik van Bronckhorst en Borculo laat de kapel bouwen en met toestemming van de pastoor van Groenlo, Paschasius Wilkens, wordt de kapel ingewijd. In een verklaring van 20 juni 1496 getuigt Frederik van Bronckhorst en Borculo, dat de oprichting van deze miskapel geen inbreuk betekent op de parochierechten van Groenlo.

### 't Holthuis Twello (1512- )

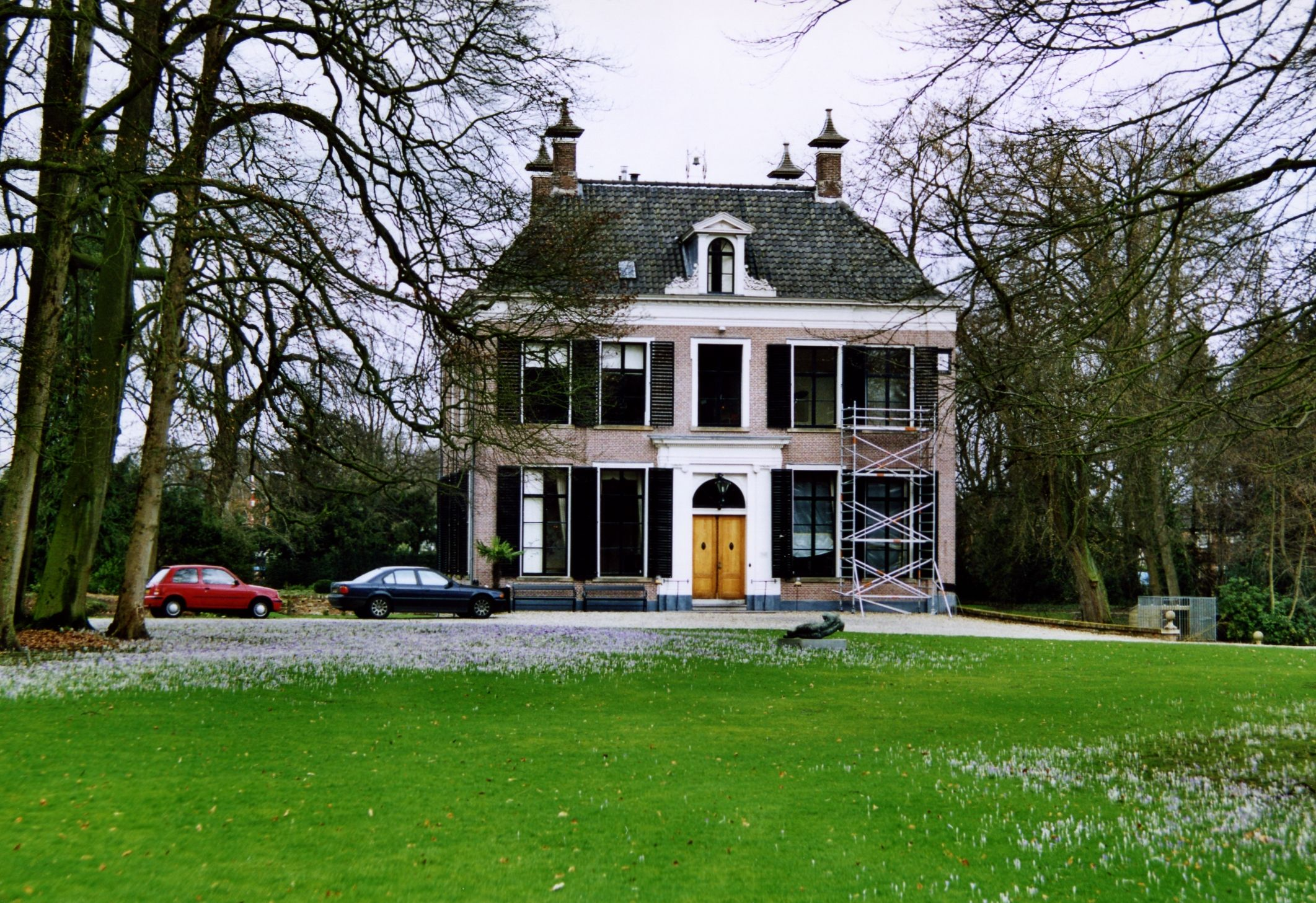
Huidig Holthuis van Twello

‘t Holthuis in Twello is Bronckhorst leen sedert 1512. Het huidige Huis Het Holthuis is een Rijksmonument (nr. 38082) aan de Burgemeester van der Feltzweg te Twello.

### Kasteel van Wijchen (1535-1595)

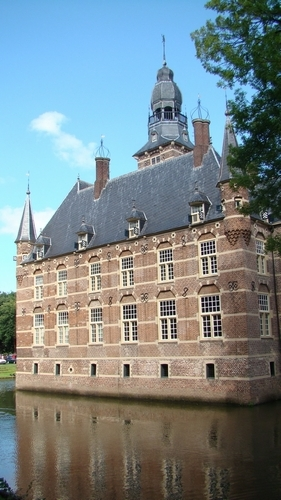
Kasteel Wijchen

Herman van Bronkhorst (-1566), getrouwd met Petronella van Praet en Moerkercken (-1594), kocht in 1535 het kasteel van Wijchen van Jacob van Galen. In de loop van de tijd raakte het kasteel in verval, waarna Geertruid van Dalem in 1595 het kasteel van zijn erven overnam.
Het huidige kasteel, met slotgracht, is gebouwd tussen 1609 en 1625 in renaissancevormen, waarbij aanzienlijke muurfragmenten van het voorgaande laat-middeleeuws slot werden gebruikt. Nadat het in 1906 uitbrandde is het vervolgens gerestaureerd door de architect F.A. Ludewig uit Nijmegen. Sedert 1933 is het in gebruik als gemeentehuis. Het bestaat uit drie vleugels, die een binnenplaats omsluiten en op de hoeken uitgekraagde arkeltorentjes bezitten.
De noordvleugel heeft aan de binnenplaatszijde een traptoren met merkwaardige houten, door een lantaarntje onderbroken spits met gezwenkte bekroning. De oostvleugel is naar de binnenplaats met een overwelfde galerij geopend. De vensters hebben geknikte en met blokken versierde ontlastingsbogen. De drie vleugels dragen hoge leien daken, bekroond door sierlijke, door natuurstenen banden verlevendigde, schoorstenen. De binnenplaats wordt aan de zuidzijde afgesloten door een ondiep poortgebouw met rijk behandelde voorgevel, waarin een natuurstenen poortomlijsting met borstbeeld in aedicula geflankeerd door wapens. In het kasteel een natuurstenen renaissanceschouw.

### Heerlijkheid Bredevoort (1562-1612)
Filips II van Spanje gaf de heerlijkheid Bredevoort in 1562 in pand aan Diederik van Bronckhorst-Batenburg. Zijn zoon Jacob volgde hem op. Deze stierf na het Ontzet van Lochem waarna zijn vrouw Geertruida van Myllendonk de scepter overnam. Zij raakte de heerlijkheid kwijt na het Beleg van Bredevoort door Maurits van Oranje. Pas in 1602 krijgt Gertrud de heerlijkheid Bredevoort van de Republiek terug. Zoon Dirk van Bronckhorst-Batenburg wil dan tot ontmanteling overgaan van Bredevoort. De ontmanteling was tegen het zere been van prins Maurits die reeds veel energie in de inname van stad en heerlijkheid had gestoken waardoor de Staten van Gelderland de ontmanteling afkeurden. Als Geertruida dan in 1612 komt te overlijden lossen de Staten van Gelderland het pandschap af en wordt deze datzelfde jaar door Prins Maurits overgenomen.

### Zutphen
Verder bezaten de heren van Bronckhorst huizen in Zutphen

## Wapens
Een zilveren leeuw, genageld, getongd en gekroond van goud op een veld van keel. De oudste variant en tonen daarover ook een barensteel in azuur. De leeuw van Bronckhorst wijkt af van alle andere Gelderse leeuwen. Mogelijk ligt de oorzaak hiervan dat de oorspronkelijk wapendrager Willem II van Bronckhorst legeraanvoerder was tijdens de Limburgse Successie oorlog. Ook een huwelijk met Irmgard van Randerode (Randerath, in 1972 opgegaan in Heinsberg) is een mogelijkheid, ofschoon een huwelijk met een van de bezette dochters van de Heren van Heinsberg onmogelijk is en de Heren van Heinsberg maar twee generaties dit wapen overdraagbaar hebben gemaakt. De Duitse stad Heinsberg heeft nog altijd een zilveren leeuw met klauwen, kroon en tong van goud in haar wapen. Het enige verschil is de dubbele staart van de Duitse leeuw. In het Wapenboek Gelre is de vroegst bekende afbeelding van het wapen afgebeeld, van Willem IV van Bronckhorst (1316-1356). Onbekend is wanneer de barensteel verdween. De leeuw is ook terug te vinden op de wapens van o.a. Bredevoort en Lichtenvoorde.

Vroegst bekende wapen
Stamwapen
wapen Batenburg
Alliantiewapen van Bronckhorst
Bronckhorst Batenburg
Alliantiewapen van Bronckhorst
Jacob van Bronckhorst Batenburg
Alliantiewapen van Bronckhorst
Bronckhorst Batenburg (Siebmachers wapenboek)
Lichtenvoorde
heerlijkheid Wisch
graafschap Gronsveld/heerlijkheid Borculo

## Baanderheren
De heren van Batenburg uit de omgeving van Wijchen zijn in de middeleeuwen zogeheten baanderheren. Ze staan bijna op gelijke voet met bijvoorbeeld de hertogen van Brabant en Gelderland. Een heer van Batenburg gaat in 1450 op bedevaart naar het heilige land samen met de hertog van Kleef en de graaf van Hoorn.
Ook de heren van Bronkhorst bij Zutphen zeggen dat ze als leenmannen rechtstreeks onder de Duitse keizer vallen. Leden van de families Bronkhorst en Batenburg trouwen waarna de kinderen zich Bronkhorst-Batenburg gaan noemen. De hertog van Gelre vecht voortdurend de juridische rechten van de banierheren aan.

## Bekende telgen
zie ook: Van Bronckhorst (geslacht)
- Adam van Bronckhorst genoemd tussen 1127 en 1131
- Dirk van Bronckhorst-Batenburg (1347-1407)
- Dirk van Bronckhorst-Batenburg (1429-1488)
- Dirk van Bronckhorst-Batenburg (1478-1549)
- Dirk van Bronkhorst-Batenburg (-1568), (-1568) onthoofd in Brussel
- Dirk van Bronckhorst-Batenburg (1400-1454), (ca. 1400-27 november 1451), heer van Batenburg, Gronsveld, Rimburg - werd in 1432 door keizer Sigismund met Anholt beleend, koopt 1434 het kasteel Landfort, zoon van Gijsbert van Bronckhorst-Batenburg (Anholt)
- Dirk van Bronckhorst-Batenburg (1480-1541), heer van Batenburg en Steyn (1480 - 27 augustus 1541). Hij was de zoon van Herman van Bronckhorst-Batenburg (Anholt)
- Diederik van Bronckhorst-Batenburg, (22 mei 1504-9 januari 1586) heer van Batenburg en heer van Anholt 1549-1586, zoon van Dirk van Bronckhorst-Batenburg (1478-1549)
- Dirk van Bronckhorst-Batenburg (1578-1649), (24 maart 1578-16 juni 1649) heer van Batenburg en heer van Anholt 1586-1649, bannerheer van Bahr en Lathum, zoon van Jacob van Bronckhorst-Batenburg (Anholt)
- Gijsbert van Bronckhorst, aartsbisschop, (ca. 1240 – Bremervörde, 18 november 1306)
- Gijsbert IV van Bronckhorst, Giselbert van Bronckhorst, zoon van Willem I van Bronckhorst-Batenburg
- Gijsbert V van Bronckhorst, heer van Bronckhorst (1328-1356)
- Gijsbert VI van Bronckhorst
- Gijsbert van Bronckhorst-Batenburg, (-1 juni 1568) onthoofd in Brussel
- Herman van Bronckhorst-Batenburg, (-1556) kocht in 1535 het kasteel van Wijchen; trouwde met Petronella van Praet en Moerkercken (-1594)
- Jacob I van Bronckhorst-Batenburg, (vr 1475-25 april 1516), heer van Anholt 1473-1516, zoon van Gijsbert II van Bronckhorst-Batenburg
- Jacob van Bronckhorst-Batenburg (Anholt), (1553–1582) gesneuveld bij de belegering van Lochem
- Jan van Bronkhorst († 1386)
- Johan Jacob van Bronckhorst, (1582-1630) graaf van Bronckhorst-Batenburg, verwierf roem als keizerlijk veldmaarschalk onder de naam graaf van Anholt.
- Joost van Bronckhorst († 1553) laatste graaf van Bronckhorst uit het huis Bronckhorst
- Kunigunda van Bronckhorst
- Maximiliaan van Bronckhorst-Batenburg, Batenburg sloeg in de middeleeuwen en aan het begin van de 17e eeuw zijn eigen munten, die echter vanwege hun slechte kwaliteit geen goede reputatie hadden. Maximiliaan was de laatste heer met zijn eigen munt.
- Otto van Bronckhorst-Borculo, († 23 februari 1458), heer van Bronckhorst en Borculo 1429-1458
- Willem III van Bronckhorst († 1328)
- Willem IV van Bronckhorst, († 12 mrt 1410), heer van Bronckhorst 1356-1399
- Willem van Bronckhorst-Batenburg (overleden 1573), kortstondig leider van het leger van Willem van Oranje